# Selwyn (rivière)/Waikirikiri
La rivière Selwyn (en anglais : Selwyn River mais en Maori 'Waikirikiri') est un cours d'eau, qui  s’écoule à travers le District de Selwyn dans la  région de  Canterbury dans l’Île du Sud de la Nouvelle-Zélande.

## Description
La rivière a sa  source sur les collines au pied des Alpes du Sud et s’écoule vers l’Est sur 80 km avant de se vider dans le lac Ellesmere / Te Waihora, au sud de la Péninsule de Banks. Des falaises en terrasses dominent les rives de la partie supérieure de la rivière, qui donnent à la ville son nom de Whitecliffs.
Sur la plus grande partie de son parcours, la rivière s’écoule à travers un large chenal formant un simple canal . Au cours des années de sècheresse, la rivière peut disparaître sous son lit et sembler complètement à sec. Ceci survient  fréquemment en particulier, là où la State Highway 1 traverse la rivière au niveau de la ville de Selwyn, à environ 20 km en amont de son embouchure dans le lac Ellesmere, alors qu’au pied des collines, la rivière Selwyn s’écoule tout le long de l’année. Aussitôt que la rivière atteint la plaine, l’eau commence à disparaître à travers son lit , qui est très  perméable, et la rivière circule dans un  aquifère poreux et profond. Pendant la plus grande partie de l’année, l’ensemble de l’eau de la rivière  disparaît dans les 5 km s’étendant à partir du pied des collines et sur les 35 km au delà , la rivière reste  alors à sec excepté une petite section  aux alentours  de la confluence avec un l’écoulement permanent de la rivière Hororata. A environ 15 km en amont du lac Ellesmere, une faible quantité d’eau souterraine remonte à la surface et la rivière Selwyn devient  à nouveau permanente.

## Écologie
La disparition du flux de la rivière a des effets écologiques significatifs car quand l’eau de surface de la rivière disparaît , les habitats pour de nombreuses plantes aquatiques et d’animaux sont absents. En réponse à la perte de l’eau de la surface, les invertébrés aquatiques et les poissons doivent se disperser, chercher refuges dans les habitats aquatiques restant ou mourir. Les plantes aquatiques, les algues et les bactéries doivent former les étapes restantes ou disparaitre. La portion centrale sèche de la rivière Selwyn constitue ainsi une barrière significative pour la dispersion des invertébrés et pour la migration des poissons entre le lac Ellesmere et les sources 

## Dénomination
La rivière Selwyn et ses gorges furent dénommées en  1849 par le  contrôleur en chef de la Canterbury Association (en), Joseph Thomas (en), pour honorer l'évêque Selwyn. Le nom fut plus tard  adopté pour  la ville de Selwyn, pour le District de Selwyn, et le secteur électoral de Selwyn (en).